# Palilula
Palilula (en serbio Палилула) es uno de los 17 municipios que constituyen la ciudad de Belgrado, en Serbia. Tiene el rango de municipio urbano, siendo el mayor y el más septentrional de los municipios de Belgrado.

## Situación
El municipio de Palilula se encuentra en el norte de Belgrado, siendo el más septentrional de los 17, y el más oriental de los que tienen grado de municipios urbanos. Se encuentra a ambos lados del río Danubio, que lo divide en dos secciones: Šumadija en el margen derecho del río, y Banat en el margen izquierdo.
El área de Šumadija limita con los municipios de Stari Grad al oeste, Vračar y Zvezdara al sur, y Grocka en el extremo del sureste. También tiene una frontera fluvial sobre el Danubio con la provincia de Voivodina (municipio de Pančevo).
El área de Banat no tiene fronteras terrestres con el resto de municipios de Belgrado, pero sí fronteras sobre el Danubio con los municipios de Zemun y Stari Grad. El Danubio también traza la frontera occidental con la región de Sirmia en Voivodina (municipio de Stara Pazova), mientras que el río Tamiš forma la frontera oriental (municipios de Pančevo y Opovo). En el límite septentrional, Palilula limita con el municipio de Zrenjanin.